# 2. август
2. август (2.08.) је 214. дан у години по грегоријанском календару (215. у преступној години). До краја године има још 151 дан.

## Догађаји
- 338. п. н. е. — Македонска војска предвођена Филипом II је поразила удружену атинску и тебанску војску у бици код Херонеје, осигуравши тако македонску превласт у Грчкој и Егејском мору.
- 216. п. н. е. — У бици код Кане Ханибал је нанео највећи пораз римској војсци у историји.
- 461 — Западноримског цара Мајоријана свргао и после пет дана погубио војсковођа Рицимер.
- 1492 — Кристифор Колумбо је испловио из Лисабона ка Индији према западу. Открио је Бахаме, Америка 10. октобра 1492.
- 1552 — Договором у Пасауу поништен је Аугсбуршки Интерим из 1548, а лутерани (протестанти) су добили слободу вероисповести у Светом римском царству, што је озакоњено на сабору у Аугсбургу 25. септембра 1555.
- 1802 — Наполеон Бонапарта проглашен је „доживотним конзулом“ Француске, што му је дало право да именује наследника.
- 1830 — Француски краљ Шарл X Бурбонски абдицирао је под притиском Јулске револуције у Паризу.
- 1858 — Британски парламент усвојио је закон (India Bill) којим је индијска влада стављена под управу британске круне.
- 1877 — Завршен шаховски турнир „Франкфурт 1887.“ победом Џорџа Хенрија Макензија.
- 1903 — У Македонији започео је Илинденски устанак за ослобођење од турске власти.
- 1914 — Француска

Прва војна акција на Западном фронту догодила се као окршај код Жоншереја (Joncherey) у североисточној Француској близу границе. Мала немачка коњица која је илегално прешла границу (још није била објављена никаква званична објава рата) сукобила се са локалном француском милицијом.
- 1928 — Италија је потписала 20-годишњи уговор о пријатељству са Етиопијом.
- 1934 — После смрти немачког председника Паул фон Хинденбург, Хитлер је себе прогласио фирером (вођа) и преузео апсолутну власт.
- 1935 — Уједињено Краљевство је донела закон према којем је реформисан систем управљања у Индији, одвојени су Бурма и Аден од Индије, гарантована већа локална самоуправа у провинцијама и формирано централно законодавство у Њу Делхију.
- 1939 — Алберт Ајнштајн упозорио је америчког председника Рузвелта да немачки научници раде на производњи бомбе са уранијумом, после чега су у САД почели (почетком 1940) истраживачки радови за производњу нуклеарне бомбе.
- 1945 — Завршена је Потсдамска конференција на којој су совјетски вођа Стаљин, председник САД Труман и премијер Велике Британије Атли постигли договор о демилитаризацији и денацификацији Немачке и њеној подели на окупационе зоне после Другог светског рата.
- 1964 — Северновијетнамски патролни чамци су наводно отворили ватру на амерички разарач Медокс.
- 1970 — Британски војници су у Северној Ирској први пут употребили гумене метке ради смиривања нереда.
- 1980 — У експлозији на железничкој станици у Болоњи погинуло је 85 и рањено више од 200 људи.
- 1990 — Ирачка војска је напала Кувајт и окупирала га за један дан. Овај догађај је био повод за остварење аспирација САД, кроз Заливски рат, о стационирању великог броја војника на Блиском истоку зарад очувања доминације над производњом и дистрибуцијом нафте.
- 1991 — Социјалистичка Република Црна Гора променила назив у Република Црна Гора
- 1992 — Алжирске снаге безбедности ухапсиле су 50 наоружаних исламских екстремиста и одузеле њихово складиште оружја у којем је пронађено 150 бомби.
- 1994 — Под претњом пооштравања међународних санкција СР Југославији, влада Србије позвала је вође Републике Српске да прихвате мировни план Контакт групе за Босну и упозорила их да ће у супротном бити одговорни за злочин против сопственог народа.
- 1997 — Вођа најјаче либеријске герилске фракције Чарлс Тејлор проглашен је председником Либерије, чиме је после седмогодишњег грађанског рата окончана борба за власт у земљи.
- 1999 — У судару два воза у источној Индији погинуло је 285, а рањено око 300 људи.
- 2001 — Србин, генерал Радислав Крстић осуђен је у Хагу на 46 година затвора због масакра над босанским муслиманима у Сребреници 1995.
- 2005 — Авион Ер Франса, Ер Франс лет 358 је слетео са писте у Торонту, Канада. Сви путници су преживели несрећу а авион је тотално изгорео.

## Рођења
- 1873 — Геца Кон, српски књижар и издавач. (прем. 1941)[1]
- 1900 — Алекса Радовановић, последњи ветеран Првог светског рата из Србије. (прем. 2004)[2]
- 1905 — Карл Амадеус Хартман, немачки композитор. (прем. 1963)[3]
- 1905 — Мирна Лој, америчка глумица. (прем. 1993)[4]
- 1915 — Гари Мерил, амерички глумац. (прем. 1990)[5]
- 1919 — Нехемија Персоф, амерички глумац и сликар. (прем. 2022)[6]
- 1920 — Марија Бурсаћ, учесница Народноослободилачке борбе и прва жена народни херој Југославије. (прем. 1943)[7]
- 1924 — Џејмс Болдвин, амерички писац, песник, драматург, есејиста и друштвени активиста. (прем. 1987)[8]
- 1926 — Југ Гризељ, југословенски новинар и сценариста. (прем. 1991)[9]
- 1929 — Душан Вујисић, српски глумац. (прем. 1977)[10]
- 1932 — Питер О’Тул, ирски глумац. (прем. 2013)[8]
- 1933 — Љубица Оташевић, српска глумица и кошаркашица. (прем. 1998)[11]
- 1939 — Вес Крејвен, амерички редитељ, сценариста, продуцент, глумац и писац. (прем. 2015)[12]
- 1942 — Изабела Аљенде, чилеанска књижевница.[13]
- 1942 — Илија Пантелић, југословенски и српски фудбалски голман. (прем. 2014)[14]
- 1944 — Џоана Касиди, америчка глумица.
- 1948 — Боривоје Ђорђевић, српски фудбалер.
- 1952 — Ален Жирес, француски фудбалер и фудбалски тренер.
- 1964 — Мери-Луиз Паркер, америчка глумица.
- 1965 — Рефик Шабанаџовић, црногорски фудбалер.
- 1968 — Штефан Ефенберг, немачки фудбалер и фудбалски тренер.
- 1969 — Седрик Себалос, амерички кошаркаш.
- 1970 — Кевин Смит, амерички редитељ, продуцент, сценариста, глумац, комичар и писац.[15]
- 1972 — Моника Ромић, српска глумица.
- 1975 — Милица Зарић, српска глумица.
- 1976 — Сем Вортингтон, аустралијски глумац.[16]
- 1977 — Едвард Ферлонг, амерички глумац.[16]
- 1978 — Горан Гавранчић, српски фудбалер.
- 1978 — Деивидас Шемберас, литвански фудбалер.
- 1979 — Само Удрих, словеначки кошаркаш.
- 1985 — Марко Блажић, српски фудбалер.
- 1985 — Илија Бозољац, српски тенисер.
- 1989 — Реља Поповић, српски певач и глумац.
- 1989 — Насер Чадли, белгијски фудбалер.
- 1992 — Чарли Екс-Си-Екс, енглеска музичарка.[17]
- 1995 — Кристапс Порзингис, летонски кошаркаш.
- 1997 — Иван Шапоњић, српски фудбалер.

## Смрти
- 1100 — Вилијам II, енглески краљ, син Вилијама I Освајача.
- 1589 — Жак Клеман, доминиканац, присталица католичке Свете лиге.
- 1788 — Томас Гензборо, познати енглески портретиста и пејзажиста.
- 1799 — Жак Етјен Монголфје, француски проналазач. (рођ. 1745).
- 1921 — Енрико Карузо, италијански оперски тенор.
- 1922 — Александар Грејам Бел, изумитељ телефона (рођ. 1847).
- 1932 — Игнац Зајпел, аустријски политичар и свештеник.
- 1934 — Паул фон Хинденбург, немачки председник.
- 1936 — Луј Блерио, француски инжењер и пилот.
- 1963 — Ђорђи Абаџијев, македонски књижевник, историчар, публициста и сценариста. (рођ. 1910)[18]

## Празници и дани сећања
- Српска православна црква данас прославља:
  - Свети пророк Илија
  - Илија Грузијски
- 1903 — У Македонији је почео Илинденски устанак за ослобођење од турске власти током којег је створена Крушевска република. Република се одржала само 11 дана, а устанак је у крви угушен.